# سلاح طاقم

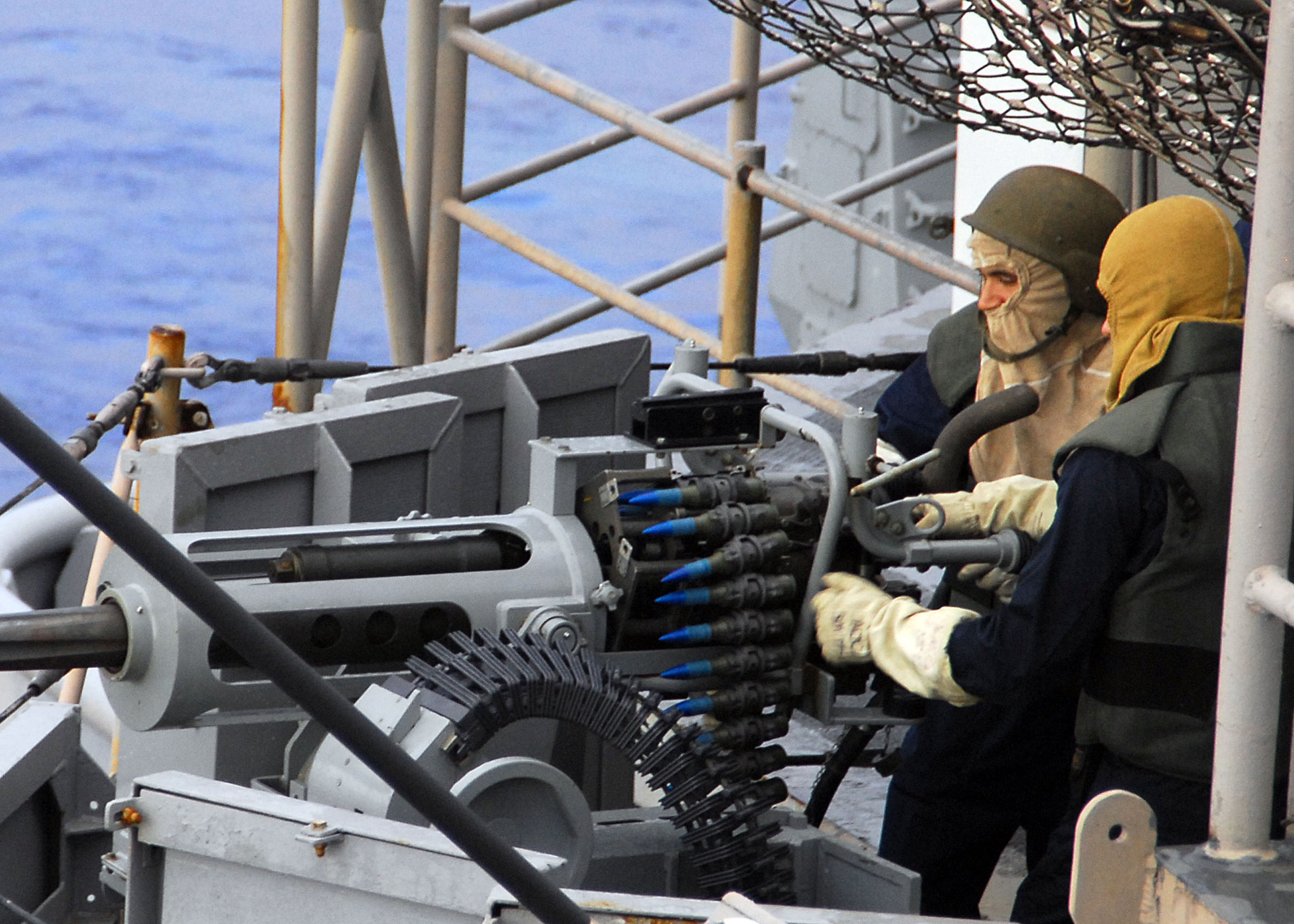
بحارة يعدون سلاح طاقم عيار 25 مم قبل تمرين بالذخيرة الحية على متن السفينة الهجومية البرمائية يو إس إس إسكس.

سلاح طاقم  هو أي نظام سلاح يتم إصداره لطاقم مكون من شخصين أو أكثر يؤدون نفس المهام أو المهام المنفصلة للتشغيل بأقصى كفاءة تشغيلية، على عكس سلاح الخدمة الفردية، والذي يتطلب شخصًا واحدًا فقط للتشغيل بأقصى قدر من الكفاءة. غالبًا ما يتطلب وزن النظام وحجمه عدة موظفين للنقل.
تشمل الأسلحة التي يشغلها طاقم المشاة بنادق القنص، والبنادق المضادة للعتاد، والمدافع الرشاشة، وقاذفات القنابل الآلية، ومدافع الهاون، والمدافع المضادة للدبابات، والمدافع المضادة للطائرات، والبنادق عديمة الارتداد، وأسلحة الصواريخ المحمولة على الكتف، والأسلحة الثابتة المضادة للدبابات والصواريخ المضادة للطائرات.

## روابط خارجية
- أسلحة مشاة جين